# Кружляння життя
«Кружляння життя» — радянський чорно-білий короткометражний художній фільм, знятий режисером Йосипом Шапіро за однойменною повістю О. Генрі на кіностудії «Ленфільм» в 1958 році. Прем'єра фільму відбулася 27 жовтня 1958 року на Центральному телебаченні.

## Сюжет
Доведений до відчаю своєю сварливою дружиною простакуватий фермер наважується на розлучення. Бінаджа Уїддеп, міський суддя, який взявся їх розлучити, оцінив свої послуги у п'ять доларів. Ті ж п'ять доларів зажадала як пансіон і колишня дружина. Фермер не мав більше грошей, ввечері він пограбував переляканого суддю. Наступного дня купюра знову повернулася до служителя закону, тепер вже як оплата шлюбного сертифікату, виданого подружжю, що помирилися.

## У ролях
- Любов Малиновська — Еріел
- Аркадій Трусов — Рекс
- Віктор Чекмарьов — суддя
- Георгій Віцин — перукар

## Знімальна група
- Автор сценарію і режисер-постановник:  Йосип Шапіро
- Оператор-постановник: Костянтин Соболь
- Композитор:  Владлен Чистяков
- Художник-постановник:  Євген Еней